# Dongshi (sockenhuvudort i Kina, Hunan Sheng, lat 29,81, long 111,38)
Dongshi är en sockenhuvudort i Kina. Den ligger i provinsen Hunan, i den södra delen av landet, omkring 240 kilometer nordväst om provinshuvudstaden Changsha. Antalet invånare är 10 833. Befolkningen består av 5 408 kvinnor och 5 425 män. Barn under 15 år utgör 14,0 %, vuxna 15-64 år 72 %, och äldre över 65 år 12,0 %.
Runt Dongshi är det ganska tätbefolkat, med 185 invånare per kvadratkilometer. Närmaste större samhälle är Sansheng, 12,3 km väster om Dongshi. I omgivningarna runt Dongshi växer huvudsakligen savannskog.
Genomsnittlig årsnederbörd är 1 697 millimeter. Den regnigaste månaden är september, med i genomsnitt 263 mm nederbörd, och den torraste är december, med 19 mm nederbörd.